# Kitchen (roman)
Pour les articles homonymes, voir Kitchen.
Kitchen (キッチン) est le premier roman de l'écrivaine japonaise Banana Yoshimoto, paru en 1988 au Japon. La plupart des éditions incluent également une nouvelle intitulé Moonlight Shadow, qui est également une tragédie traitant de la perte et de l'amour.